# Sabre Wulf
Sabre Wulf to gra komputerowa stworzona i wydana przez Ultimate Play The Game w 1984 roku. Gra jest pierwszą pozycją z serii Sabreman. Pierwsza wersja została wydana na komputer ZX Spectrum, jej autorami byli Tim Stamper i Chris Stamper. Następnie gra została wydana w wersji dla komputerów Commodore 64, BBC Micro i Amstrad CPC. W 2004 roku odświeżona wersja Sabre Wulf została wydana na konsolę Game Boy Advance.
Bohater gry, Sabreman, pokonuje labirynt dżungli w celu odnalezienia czterech części zaginionego amuletu. Skompletowanie amuletu pozwoli bohaterowi opuścić dżunglę przez wyjście pilnowane przez Strażnika. Na swojej drodze Sabreman napotyka skarby, tropikalne zwierzęta oraz tubylców.